# كريس كونلن
كريس كونلن (بالإنجليزية: Chris Conlin)‏ هو لاعب كرة قدم أمريكية أمريكي، ولد في 7 يونيو 1965 في فيلادلفيا في الولايات المتحدة.

## وصلات خارجية
- كريس كونلن على موقع مرجع كرة القدم المحترفة.كوم (الإنجليزية)